# Alfred de Vigny
Alfred de Vigny [alfrèd- də vinjí], francoski književnik, * 27. marec 1797, Loches, † 17. september 1863, Pariz.

## Življenje in delo
Grof Alfred Victor de Vigny se je rodil v plemiški družini na gradu Lochesv v nekdanji francoski pokrajini Touraine. Želel je postati častnik, a ga je življenje v odročnih vojašnicah dolgočasilo zato se je vojški odpovedal in se posvetil samo književnosti. Razočaran nad javnim in književnim življenjem se je umaknil na svoje posestvo, kje je živel do smrti leta 1863. Pisal je prozo in drame, predvsem pa pesniška dela, ki so izšla v zbirkah Starodavni in sodobni spevi (Poèmes antiques et modernes, 1826) in Usode (Les Destinées, izdane po njegovi smrti 1864). Ostala njegova dela so drama Chatterton (1835), roman Stello (1832) in novela Sužnost in vzvišenost vojaščine (francosko Servitude et grandeur militaires) iz leta 1835. V slovenščini je leta 2003 v prevodu Janeza Menarta izšel izbor njegovih pesmi.(COBISS)
Vignyjeve pesmi so večidel krajše epske pripovedi v verzih s snovjo vzeto iz svetega pisma ali prosto izmišljeno. Epska snov mu je predvsem sredstvo filozofske refleksije, zato so bolj lirske kot epske. Njegova miselnost je pesimistična: človek je osamljen, zapuščen od boga in brezčutne narave; genialni posamezniki človeštvu kažejo pot, vendar jih množice ne razumejo.